# Reyrevignes
Reyrevignes település Franciaországban, Lot megyében. Lakosainak száma 366 fő (2022. január 1.). Reyrevignes Assier, Cambes, Corn, Fons, Issepts és Livernon községekkel határos.

## Népesség
A település népessége az elmúlt években az alábbi módon változott:
| Lakosok száma | 338  | 285  | 265  | 277  | 317  | 364  | 386  | 372  | 365  | 366  |
|               | 1968 | 1982 | 1990 | 2006 | 2013 | 2015 | 2017 | 2019 | 2020 | 2022 |